# Ludwig Adam Christian von Wuthenau
Ludwig Adam Christian von Wuthenau, zeitgenössisch auch Ludewig Adam Christian von Wuthenau, (* 28. Juni 1751 in Merseburg; † 6. Januar 1805 in Dresden) war ein kurfürstlich-sächsischer Oberhofrichter in Leipzig und Obersteuereinnehmer in Dresden, Domherr des Stifts Naumburg sowie Erb-, Lehn- und Gerichtsherr auf Glesien und Kölsa.

## Leben
Er stammte aus dem märkischen Uradelsgeschlecht von Wuthenau und war der einzige Sohn des 1763 verstorbenen Merseburger Domdechanten Adam Ludwig von Wuthenau. 
Er wurde aufgrund des väterlichen Testamentes von Oktober 1762 Erbe der väterlichen Besitzungen, insbesondere des Rittergutes Glesien mit dem zugehörigen Dorf Kölsa und trat wie sein Vater in den sächsischen Verwaltungsdienst im Hochstift Merseburg ein. Sein höchstes Amt am Dresdner Hof war die Position des Oberhofrichters am Oberhofgericht. Im Naumburg (Saale) hingegen hatte er die Position eines Domherrn und kam dadurch in den Genuss von zusätzlichen finanziellen Einnahmen.
Ludwig Adam Christian von Wuthenau starb am Abend des 6. Januars 1805 an Entkräftung in der Kreuzgasse 524 in Dresden und wurde fünf Tage später auf dem dortigen Johanniskirchhof begraben.
Verheiratet war Ludwig Adam Christian von Wuthenau seit dem 28. September 1782 mit Susanna Maximiliana Augusta geb. von Könneritz. Aus dieser Ehe ging der am 3. Februar 1791 in Merseburg geborene Carl Adam Traugott von Wuthenau hervor. Dieser trat nach dem Tod seines Vaters im Jahre 1805 unter Vormundschaft dessen Erbe an. Ferner hinterließ Ludwig Adam Christian von Wuthenau drei Töchter, die zum Zeitpunkt seines Todes ebenfalls noch unmündig waren. Vormund seines unmündigen Sohnes wurde der Hauptmann Ferdinand von Holleuffer. Sein Sohn übernahm später auch das Rittergut Hohenthurm, wo die in später in den Grafenstand erhobene Familie von Wuthenau bis zur Enteignung durch die Bodenreform im September 1945 ansässig war.